# 세타 다쓰히코
세타 다쓰히코(일본어: 瀬田 龍彦, 1952년 1월 15일 ~ )는 일본의 전 축구 선수이다.

## 국가대표팀 경력
그는 1973년 FIFA 월드컵 예선에 참가할 일본 국가대표팀에 발탁되었으며, 5월 22일 홍콩와의 경기에서 데뷔했다. 1974년과 1978년 아시안 게임에도 출전했다. 그는 1980년까지 국제 A매치 통산 25경기에 출전했다.

## 통계
| 일본 | 일본 | 일본 |
| 연도 | 출전 | 득점 |
| ---- | ---- | ---- |
| 1973 | 2    | 0    |
| 1974 | 3    | 0    |
| 1975 | 5    | 0    |
| 1976 | 14   | 0    |
| 1977 | 0    | 0    |
| 1978 | 0    | 0    |
| 1979 | 0    | 0    |
| 1980 | 1    | 0    |
| 통산 | 25   | 0    |